# Adalbert Klingler
Adalbert Klingler (* 28. Dezember 1896 in Zürich-Riesbach; † 28. November 1974 in Zürich-Oerlikon) war Wegbereiter des künstlerischen Handpuppenspiels in der Schweiz, Vater des Migros-Kasperli im Park im Grüene, Autor zahlreicher Kasperlistücke und diverser Gedichte in schweizerdeutscher Mundart (Zürichdeutsch). Er ist der Urgrossvater der Sportkletterin Petra Klingler.

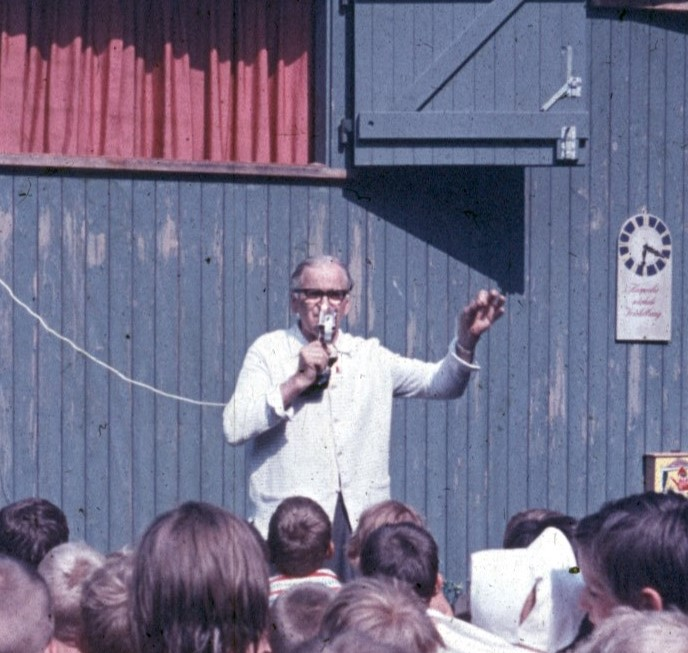
Adalbert Klingler vor dem Kasperlitheater im Park im Grüene

## Leben
Adalbert Klingler wurde am 28. Dezember 1896 in Zürich-Riesbach als erster Sohn des Schneidermeisters Salomon Klingler und dessen Gattin Maria (geb. Eng) geboren. Der Vater sah in ihm den Nachkommen im Beruf des Schneiders. Seine ganze Kindheit und noch darüber hinaus lebte Adalbert Klingler bei seinen Eltern in Zürich-Aussersihl.

### Vom Puppenspiel «verhext»
Im Jahre 1901, als fünfjähriger Knabe, kam er erstmals mit dem Puppenspiel in Berührung, worüber er später sagte: «Der Burattinaio, der Puppenspieler, hat mich damals in der Trattoria Viola an der Langstrasse, wo er seine kleine Bühne aufgeschlagen hat, mit seinem Bergamasker Kasper Giuppin regelrecht verhext. Er sprengte meine Welt. Eine völlig neue Welt tat sich mir auf.» Wann immer er von zu Hause entwischen konnte, nahm er hier seinen Platz ein. Manchmal musste ihn die Mutter abends um zehn Uhr fast mit Gewalt aus der rauchgeschwängerten Wirtsstube holen.
Zeit seines Lebens galt seine Leidenschaft seinen geliebten Handpuppen. Doch der Weg bis hin zum Wegbereiter des künstlerischen Handpuppenspiels in der Schweiz und wohl ersten von einem Arbeitgeber hauptberuflich engagierten Puppenspieler war lang und steinig. Jahrzehnte des Suchens und Irrens, Hoffens und Verzweifelns, des Wollens und Versagens folgten.
1915 brach er eine Lehre als Dekorationsmaler ab. 1918 schloss er die Schneiderlehre im väterlichen Geschäft ab. 1920 versuchte er ein Theologiestudium. Danach war er zwei Jahre Vertreter einer Zeitschrift, von 1926 bis 1941 Vertreter einer Lebens- und weitere sechs Jahre Vertreter einer Mobiliarversicherung.
In der Freizeit betätigte er sich als Laienschauspieler, z. B. an der «Freien Bühne Zürich». Dank seiner ausdrucksstarken Stimme wurde er als Rollensprecher beim «Schweizerischen Marionettentheater im Kunstgewerbemuseum der Stadt Zürich» engagiert. Dort lieh er dem Affen «Jaffo» im Stück «Zirkus Juhu» von Traugott Vogel seine Stimme. Ausserdem wirkte er als Sprecher und Rezitator beim Radio Studio Zürich. Ein Höhepunkt war seine Mitwirkung im Welttheater Einsiedeln im Jahre 1924 und 1925.
1928 heiratete er Hilde Endres (* 28. November 1905, † 20. November 1995.) Die beiden hatten zusammen vier Kinder: Irmgard (1928), Adalbert jun. (1929), Werner (1932) und Lilo (1938). Neben Kinderbetreuung, Haushalt und Garten unterstützte Hilde ihren Mann auch bei seinem Puppenspiel.

### Erste Engagements

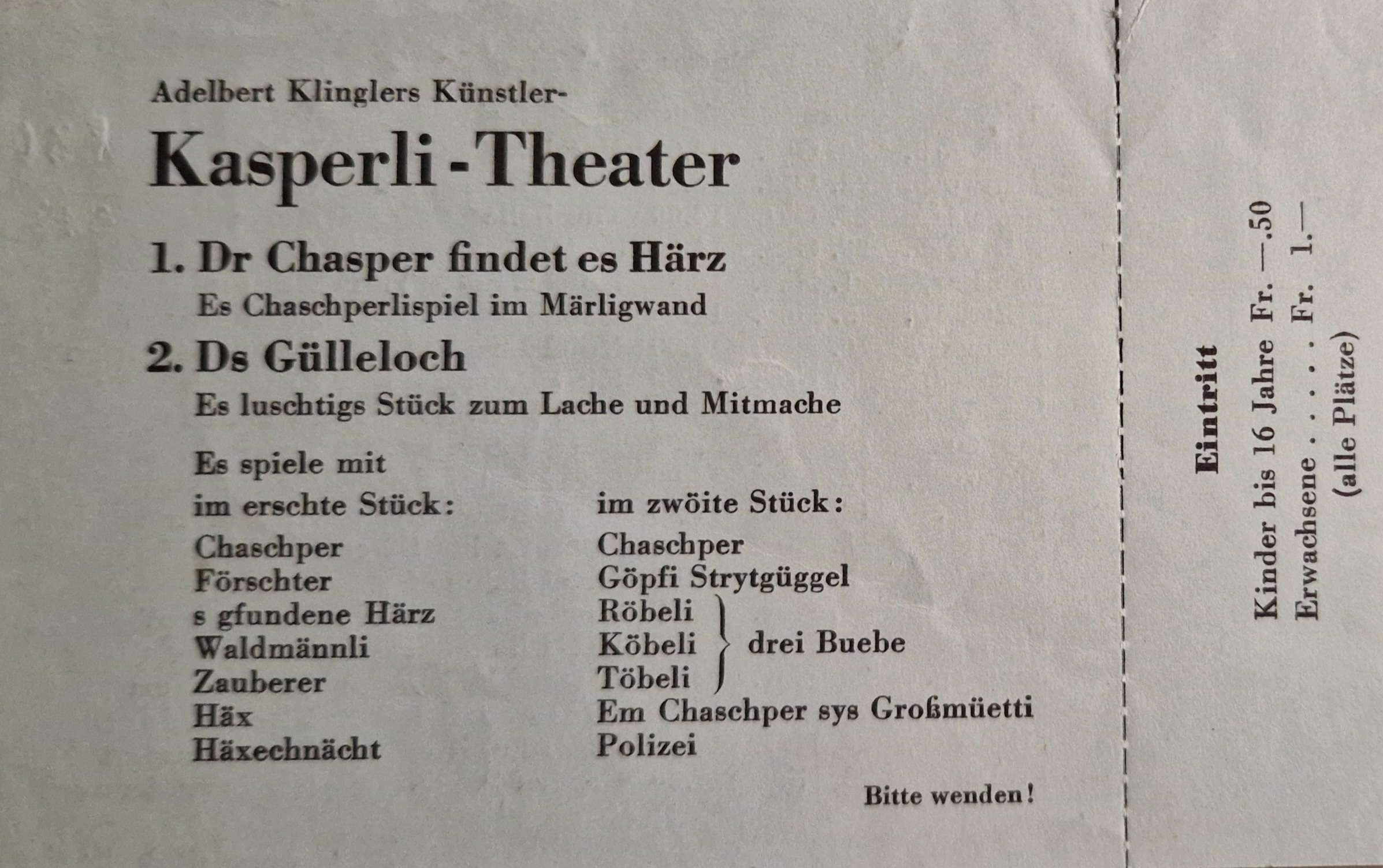
Eintrittsbillett für das Kasperli-Theater von Adalbert Klingler

1933 an der «Züga», der Zürcher-Gartenbau-Ausstellung, trat Klingler mit «Adalbert Klinglers Künstler Kasperlitheater» zum ersten Mal vor die Öffentlichkeit und begeisterte Jung und Alt. 1938 veranstaltete die Firma Gantenbein & Co in Chur vom 11. bis zum 18. Dezember Kasperli-Puppenspiele. Adalbert und seine Frau vertrauten ihre Kinder der Obhut von Grosseltern und Freunden an, um dieses Engagement annehmen zu können. 1939 erhielt Klingler ein Engagement in Nestlés Kinder-Paradies an der Schweizerischen Landesausstellung «Landi 39» in Zürich. Dort besuchten während sechs Monaten mehr als 70'000 Kinder die 550 Aufführungen des Landi-Kaspers. 1939–1946 nahm Klingler unter anderem wechselnde Engagements für die Warenhäuser Globus und Jelmoli wahr.
1939–1945 besuchte Klingler als Puppenspieler im Rahmen der Geistigen Landesverteidigung, im Auftrag der Sektion «Heer und Haus» des Eidgenössischen Militärdepartements,  zusammen mit dem Schriftsteller Traugott Vogel mit der neu gegründeten Wanderbühne «Schnabelweid» die Truppen. Mit ihrem «HD Hansjoggel» (HD = Hilfsdienst) brachten sie Abwechslung, Humor und Freude in die harten Diensttage der Soldaten.
1942–1943 erhielt Klingler vom Schulamt der Stadt Zürich die Erlaubnis, an Kindergärten, 1. bis 6. Klassen und Spezialklassen nach vorausgegangener Vereinbarung mit den Hausvorständen Aufführungen seiner Kasperlispiele zu veranstalten. 1944 fanden auch Aufführungen an Schulen in Winterthur statt. 1945 schrieb Adalbert Klingler im Auftrag der Pro Juventute das Handpuppenspiel D’Schwiizer Spänd vo Chinde-Händ. Er führte dies unentgeltlich in den Zürcher Schulhäusern auf, als wichtigen Beitrag zur Mittelbeschaffung für Kriegsgeschädigte: Die Schweizer Spende an die Kriegsgeschädigten von 1944 bis 1948 war eine Sammlung in der Schweizer Bevölkerung als Ausdruck der Solidarität mit den Opfern des Zweiten Weltkriegs.

### Hauptberuf Puppenspieler

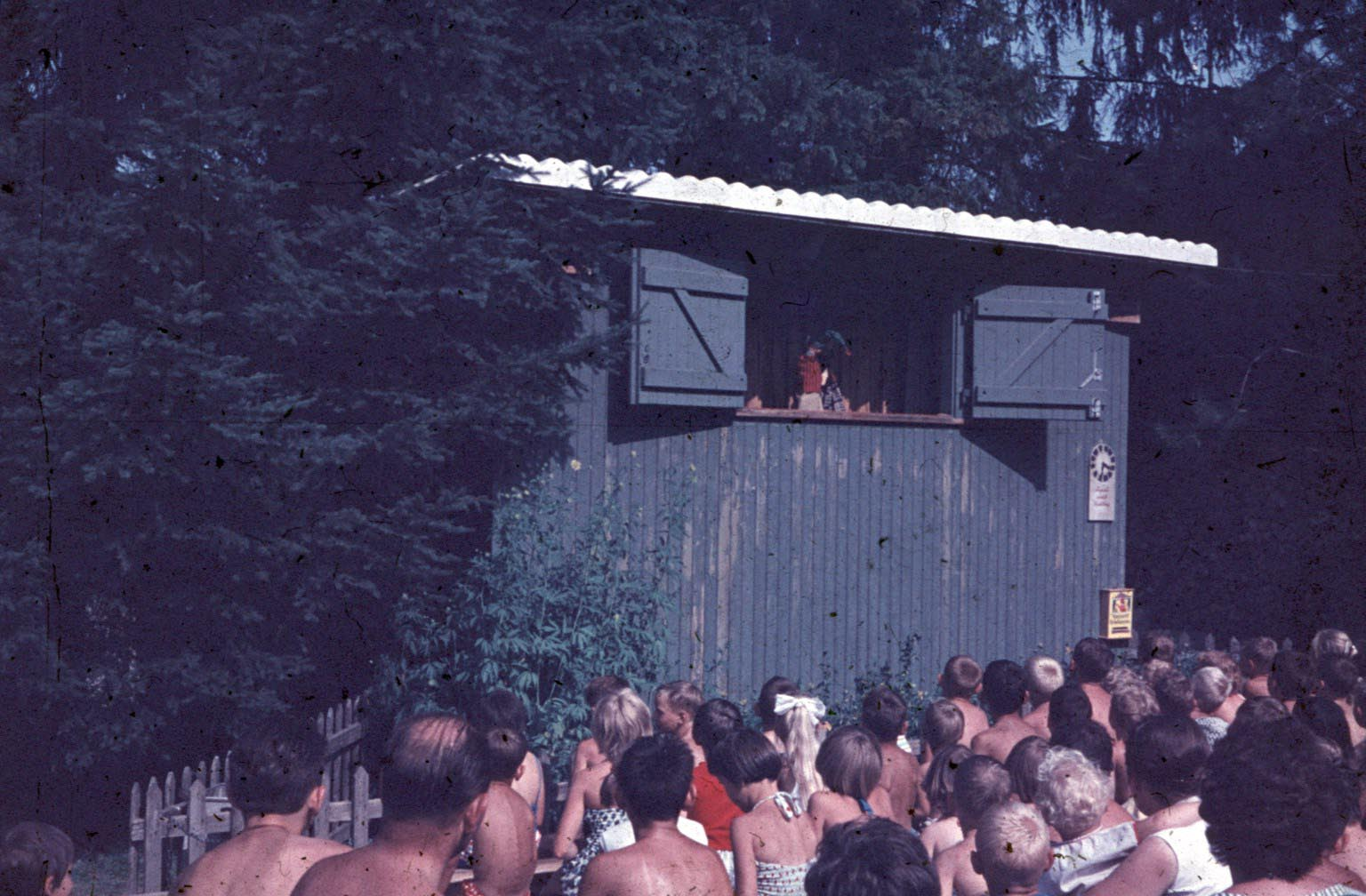
Das Kasperlitheater von Adalbert Klingler im Park im Grüene

1946 verlieh ihm Gottlieb Duttweiler, der Gründer des Migros-Genossenschafts-Bunds, zu einem hauptberuflichen Engagement im Park im Grüene in Rüschlikon. Adalbert Klingler avancierte damit zum ersten fest angestellten Puppenspieler der Schweiz. Im Sommer gab er fortan Vorstellungen im Park, und im Winterhalbjahr war er auf Tournee in der ganzen deutschsprachigen Schweiz. Unter dem Namen «Adalbert Klinglers Künstler Kasperli» trat er als Alleinspieler auf, assistiert von seiner Frau Hilde sowie später auch von seiner Tochter Irmgard Spörri-Klingler, die ihm auch als Chauffeuse zur Seite stand.
1964 musste Adalbert Klingler nach mehreren Staroperationen und wegen chronischen Kehlkopfreizungen seine Spielertätigkeit im Park im Grüene beenden. Seine Figuren und Kasperlistücke überliess er dem Park, wo sie bis heute weiterleben. Nachfolger wurde Jörg Schneider, der den Kasperli in den darauffolgenden Jahren durch seine Kassettenaufnahmen in die Schweizer Kinderzimmer brachte. In der Folge betätigte sich Adalbert Klingler bis zu seinem Tod intensiv als Schriftsteller. Er überarbeitete Kasperlistücke, verfasste Gedichte im Zürcher Dialekt und veröffentlichte zahlreiche seiner Stücke in verschiedenen Verlagen.

## Bedeutung als Künstler

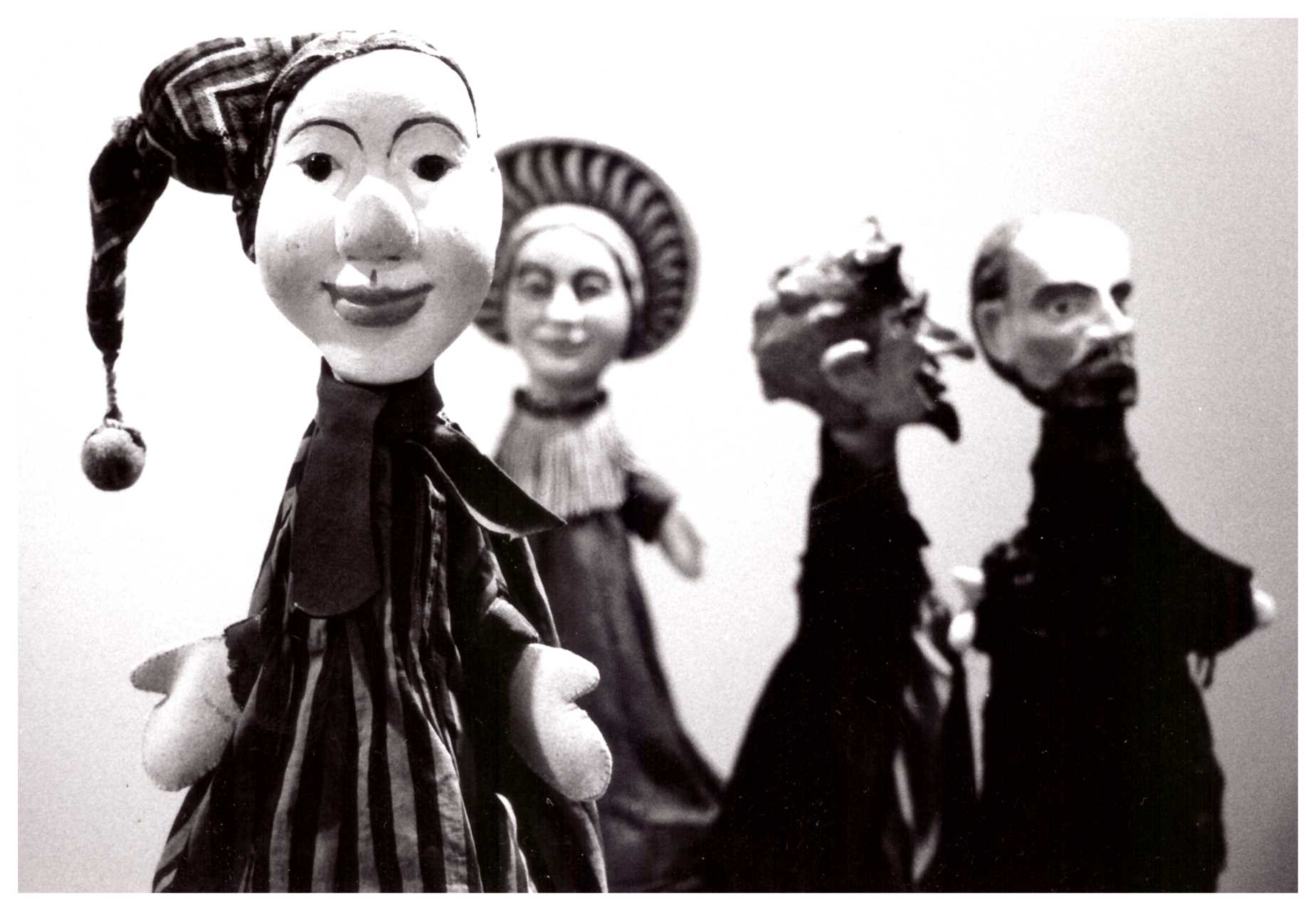
Kasper und weitere Künstlerfiguren

Adalbert Klingler ist Autor von gegen 100 Kasperlistücken in waschechter Zürcher Mundart. Etwa 25 davon sind gedruckt erschienen im SJW-, Castel-, Globi- und Haupt-Verlag sowie im Eigenverlag. Zu Beginn spielte Klingler nach fremden Texten; viele davon waren deutscher Herkunft. Später begann er eigene Texte für das Handpuppenspiel zu verfassen, die meisten davon im Zürcher Dialekt. Stücke von ihm werden bis heute von seinen Nachfolgern im Park im Grüene aufgeführt. Ausserdem schrieb er Gedichte in Mundart.
Adalbert Klingler kann man mit Fug und Recht als den Vater des schweizerischen Handpuppenspiels bezeichnen. Er gilt insbesondere als Wegbereiter für das künstlerische Handpuppenspiel in der Schweiz und arbeitete dabei mit verschiedenen bekannten Persönlichkeiten zusammen, u. a. etwa mit Carl Fischer, Gustav Rauber, Ruth Zürcher-Schlüter und Claire Moser-Pilny. Mit der Künstlerin Klara Fehrlin verband ihn eine jahrelange Brieffreundschaft. Sie illustrierte viele seiner Werke und zeichnete auch ein Portrait von ihm. Das Bühnenbild zu seinem Puppenspiel Dank der Tiere und des Menschen, einem indischen Märchen, schuf die Schweizer Kunstmalerin und Expressionistin Helen Dahm. Der Schriftsteller Traugott Vogel war Adalbert Klingler Freund und Mentor.

## Klinglers Künstler-Kasper

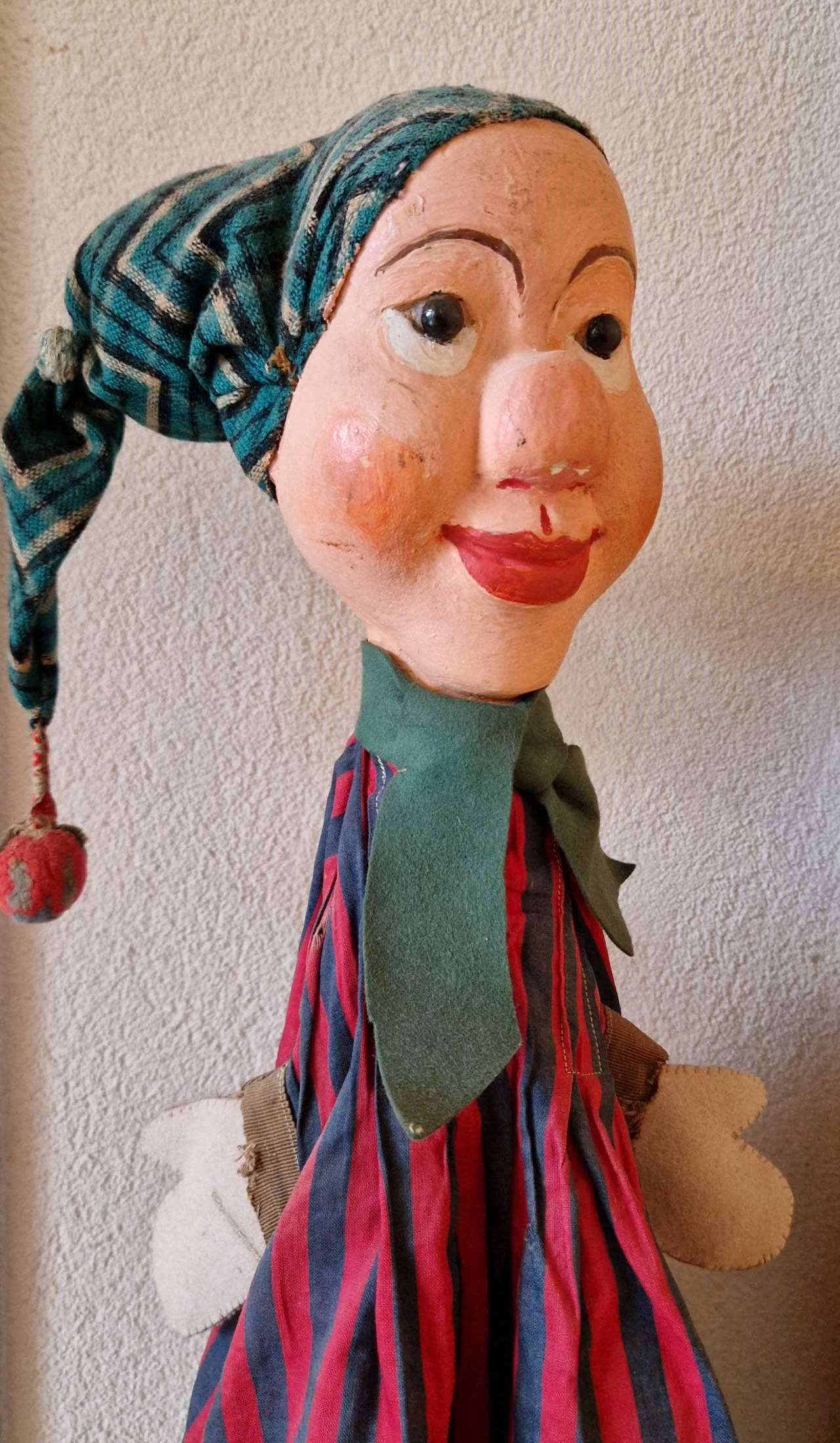
Die Kasper-Figur, geschaffen von Carl Fischer

Der Puppenspieler Ueli Balmer würdigte Klingler 1975 als Erneuerer der Figur des Kaspers: «Adalbert Klinglers Kasperspiel war für das pädagogisch künstlerische Puppenspiel hierzulande bahnbrechend.» Im Gegensatz zum damals in Deutschland und Österreich bekannten Hohnsteiner Kasper von Max Jacob mit Hakennase und breit lachendem Mund, trägt Klinglers schweizerisches Gegenstück eher die Züge eines treuherzig-pfiffigen Jungen. Die Entwicklung zum Klingler-Kasper in seiner heutigen Form dauerte. Sein erster Kasper trug noch klar sichtbar die Züge seines deutschen Kollegen. Geschnitzt wurde Klinglers neue Kasper-Figur mit der Knollennase 1928 von Carl Fischer (1888–1987), dem gleichen Mann, der 1923 im Auftrag von Alfred Altherr den Hansjoggel für die Inszenierung von Dr. Faust des Schweizerischen Marionettentheaters geschaffen hatte. Klinglers Kasper ist eine Lokalfigur. Er verkörpert den frischen, nie auf den Mund gefallenen Typ des sogenannten «Zürihegels».

## Werk

### Chasperlistücke
Die Stücke sind mit wenigen Ausnahmen als Typoskript im Nachlass erhalten. Dieser befindet sich in den Händen seiner Enkelin Regula Klingler.
1942
- S Chrippeschpiil.
- Blütenfein und Kuluruwunschifex.
- Em Chaschper sys Gärtli. (Neufassung März 1968)

1943
- Em Chaschper sy Müli. (1943/1961)
- De Goldschatz im Fröscheweier. (1943, Neubearbeitung: Juni/Juli 1968)

1944
- Das Bananenkrokodil.

1945
- De guet Gäischt oder es gschpängschteret im Doorf.
- E luschtigi Gsangsschtund.

1948
- D Sune schynt für ali Lüüt. (2. Bearbeitung 1968)
- S verhäxte Hündli. (1. Entwurf; 1948, 3. Version: 1968)
- Kasper, Hex und Tausendschön.
- De Chaschper, s Hüendli und de Ooschterhaas. (4. Bearbeitung 1967)
- Alles wägere Chaz.
- De Nachthöiel. (Neufassung März 1969)
- D Prinzässi Tüpfi und ihres sydig Naselümpli. (Die vorliegende Fassung von 1968 ist die Frucht von vier gründlichen Überarbeitungen im Zeitraum von nunmehr 20 Jahren. Diese Bearbeitungen betrafen vor allem Dinge sprachlicher Verbesserungen d. h. von Fall zu Fall wurde der Mundart grössere Reinheit und Echtheit verliehen. Von Dialektformen her hat sich dann in etwa auch an einigen Stellen eine Sinnveränderung ergeben.)
- Em Chaschper si Himelsräis. (1. Entwurf: 1948, Ausführung: 1967)

1949
- De verloore Himelsschlüssel.
- Ilgewiiss und Roseroot.
- Füürioo.
- S Güliloch. (Neubearbeitung 1969)
- Die schlau (gschyd) Puuretochter.

1950
- Des Teufels drei goldene Haare.
- Alles wäg ere Chatz. (1. Entwurf: 1950, endgültig: 1968)

1951
- Sunegold und de König Yszapfä. (3. Bearbeitung 1967)
- De  Chaschper und di drüü Seck Määl / Die verschwundenen Mehlsäcke.
- Faust. (unvollständiger Entwurf)
- Am Fluss / Im Chaschper sym Garte.
- D Schläckhäx. (Neufassung 1968)
- Rumperlstilzli.
- D Glückschroon.
- Die beede Röiber Luchs und Fuchs.
- Chaschper, Tazelwurm und Glögglispiil.

1952
- D Robinsoonhütte. (1952, 1960, 1968)
- Der aarm Gumperli. (Vollständig revidiert 1968)
- S gfunde Häärz. (5. überarbeitete Fassung 1968)

1953
- Die beiden Glocken.
- Dä böös Nachber.
- Bim Waldweier im Tannäbüel.
- Nu es chlyses Liechtli.
- D Zauberlaterne.
- S Läbeswasser.

1954
- Der Öpfelschtand.

1956
- Lupf mi uuf, cheer mi um. (3. Bearbeitung 1956)

1957
- De König Trooschtlebaart. (3. Bearbeitung 1968)
- Em Chröömer syn Chorb.
- Die beede Glogge.

1958
- Guutschäross und Achergaul. (1. Entwurf: 1958, vollständig neue Version: 1967)
- Silberhäärz und Goldhäärz.

1959
- Der Menschen und der Tiere Dank.
- Dä Charfunkelschtäi.

1960
- Wie de Chaschper König wiirt .(Vollständig neue Komposition, Bearbeitung 1969)

1961
- De Fischer und sy Frau.
- S Sunegold.

1967
- Em Riis syn Taappe und de Plämpel vo de Zauberglogge.

1968
- De Zauberschpruch im Bergchrischtal. (4. Bearbeitung 1968)
- Hookus – pookus – Zauberstäcke. (Neu gestaltet: Oktober 1968)
- D Schläckhäx. (Neufassung: Mai/Juni 1968)
- De armi Gumperli. (1952, vollständig revidiert und erweitert 1968)
- D Häxebluem. (Neufassung beendet 1968)
- De Froschkönig. (3. vollständig neue Version)

1969
- De Chaschper, s Beetli und e Chue. (2. Überarbeitung 1968/69)

Undatierte Stücke
- Das arme gefangene Rotkehlchen.
- De Chaschper hät halt es guets Heerz.
- Em Mäieli sin Geburtstag (Es Chaschperstuck nach ere Idee vo de Claire Moser-Pilni).
- Die blaue Seerose.
- De Zirkus Ach und Krach.
- Prinz Goldlagg.
- Die Zauberuhr.
- Kaspers gute Tat.
- Schnupfsack, Chnaschterchruut und Taneböim.
- D Wunderwienecht im Märliwald.
- S Hansli und s Griitli.
- Faust.
- Kasperl als Lehrbub.
- Pass uuf, heb Sorg.
- De Häxebaum.
- Vom Chaschper und em heilige Chrischt.
- D Luussalbi.
- Globi wird Kasperle Direktor.
- Ys-Gräm.
- Kasper in der Schule.
- Dr Chaschper schpillt Chaschperli.

Unvollendete Stücke
- Lieböigli.
- De Vogel mit em goldige Herz.

Stücke von Adalbert Klingler, die im Park im Grüene in Rüschlikon immer noch gespielt werden
- Wambambo.
- D’Schnapshäx.
- S’verlorene Chrönli.
- Profässer Übergschiid.
- De verzaubereti Prinz.

### Publizierte Werke
- Globi’s lustige Kasperli-Bücher. Band I: Globi wird Kasperli-Direktor / E gspässigi Grichtsverhandlig / Ein lustiges Spiel vom Kaster am Nil / Schnuderzapfe, Zigerchrapfe und de Tod / Praktische Anleitung zum selber Kasperli spielen. Illustriert von Herbert Leupin. Globi-Verlag, Zürich 1943/1944.
- Globi’s lustige Kasperli-Bücher. Band II: Dä Globi weiss en Raat / Isepaan Lokematiif / Wänn de Chaschper d Chindli gschweiget / e luschtigi Gsangs-Schtund / Ibitumm-Zältli / Praktische Anleitung zum Selbstbau eines Bühnenhauses. Illustriert von Herbert Leupin. Globi-Verlag, Zürich 1945.
- Chaschper, Chrischt und Königssoon: Drei Handpuppenspiele auch für grosse Leute. Verlag Paul Haupt, Bern 1959.
- De Chaschper schlüüfft is Määrli-Gwand. Vier zürichdeutsche Kasperstücke. Verlag Paul Haupt, Bern 1967.
- Em Chaschper sis Gärtli; ein fröhliches Spiel für das Handpuppentheater. Mit Linolschnitten von Klara Fehrlin. Schweizerisches Jugendschriftenwerk, Zürich 143. (= SJW Nr. 152)
- De verloore Himmelsschlüssel: Es Chaschperlispiil vom Adalbert Klingler mit Zäichnige vo der Klara Fehrlin. Schweizerisches Jugendschriftenwerk, Zürich 1949. (= SJW Nr. 333)
- Prinz Goldlagg. Castel Verlag, Wollerau/SZ 1963.
- Em Chröömer syn Chorb. Volksverlag, Elgg.
- S Läbeswasser. Es Chaschperlispiil im Mëërli-Gwand nach de Brüeder Grimm. Eigenverlag Gnosseschaft zur Limet, Zürich 1953.
- Der gute Wichtelmann; nach Motiven aus dem finnischen Märchen «der Hausgeist». Für die Kasperlibühne frei gestaltet und mit Zeichnungen von Adalbert Klingler. Eigenverlag Genossenschaft zur Limmat, Zürich.
- Zauberer, Hex und Tausendschön. Eigenverlag Genossenschaft zur Limmat, Zürich.
- Rumpelstilzli: Es Chaschperlispiil nach em Mëërli vo de Brüedere Grimm, ersunen und zämäpüschelet und mit Helglenen uusstaffiert vom Adalbert Klingler. Eigenverlag Genossenschaft zur Limmat, Zürich.